# British Sub-Aqua Club
British Sub-Aqua Club (BSAC) je celosvětově rozšířenou neziskovou potápěčskou organizací a od roku 1954 také řídícím orgánem rekreačního potápění ve Velké Británii. BSAC byl založen jako organizace "vedená potápěči pro potápěče" a toto krédo platí dodnes. Logem organizace je Neptun, římský bůh moří, oceánů a veškerých vod.
Organizace byla založena roku 1953 a během svého největšího rozmachu (kolem roku 1990) měla přes 50 000 registrovaných členů. Tento počet postupně klesal a v roce 2009 měla organizace 30 000 aktivních členů (počet potápěčů s kvalifikací BSAC je samozřejmě mnohem vyšší). BSAC je sítí, čítající cca 1100 nezávislých klubů a cca 400 potápěčských škol, které provádějí výcvik rekreačních potápěčů pod jeho hlavičkou takřka po celém světě.
BSAC se od ostatních organizací zajišťujících výcvik rekreačních potápěčů liší tím, že většina jeho instruktorů je amatéry (v nepejorativním významu slova), působícími v potápěčských klubech, a ne profesionály, majícími výuku potápění jako své zaměstnání.
Vzhledem k tomu, že vody okolo Velké Británie jsou relativně chladné a s omezenou viditelností, mnoho (převážně britských) členů považuje výcvikový program BSAC za mnohem zevrubnější než u jiných organizací. Tento názor je také podporován faktem, že už v raných fázích výcviku je kladen důraz na procvičování záchrany.
Nejznámějším členem BSAC byl pravděpodobně Arthur C. Clarke, britský autor science fiction a vynálezce.

## Struktura
- Prezident - Princ William, vévoda z Cambridge je prezidentem od roku 2014, kdy v této funkci nahradil svého otce Charlese, prince z Walesu.
- BSAC Council - výbor sestávající z dobrovolníků, odpovědný za rozvoj organizace. Výbor je volen každé 3 roky.
- National Diving Committee - komise složená z více než 30 odborníků jež mají specifické znalosti nebo zkušenosti v určitém odvětví potápění. Komise je především odpovědná za vývoj výcvikového programu a tvorbu výukových materiálů.
- Regional Coaches - týmy jejichž úkolem je zajišťovat podporu klubům v jejich činnosti.
- BSAC HQ - administrativní centrum BSAC mající na starost členskou základnu, finance, a také klubový online obchod.

## Stručná historie
- 1953: 15. října je založen BSAC. Zakládající členové: Oscar Gugen, Peter Small, Mary Small a Trevor Hampton.
- 1954: Vznik prvního oddílu v Londýně.
- 1954: První vydání klubového magazínu s názvem Neptune.
- 1955: BSAC je ve Velké Británii akceptován tamějším tělovýchovným svazem.
- 1956: Členové nově založeného oddílu č. 9, Southsea Sub-Aqua Club, přicházejí s novým sportem zvaným "Octopush", který má v současné době mezinárodní rozšíření a mimo Velkou Británii je znám jako podvodní hokej.
- 1957: Alan Broadhurst se stává druhým předsedou národního potápěčského svazu. Jeho zásluhou došlo k zmodernizování tehdejší potápěčské terminologie.
- 1957: Založení první pobočky mimo Velkou Británii a to v Kingstonu, hlavním městě Jamajky.
- 1959: Vydání prvního výtisku BSAC Diving Manual. Autory jsou George Brookes a Alan Broadhurst.
- 1960: Princ Philip, vévoda z Edinburghu se stává prvním klubovým prezidentem.
- 1962: Oddíl Torbay (8. oddíl BSAC) kupuje vrak potopené lodi SS Maine za 100 liber (což přibližně odpovídá 7600 librám dnes), aby z něho vyzdvihl bronzový lodní šroub a následně ho prodal za 840 liber. Utržené peníze posloužily na rozvoj oddílu.[1]
- 1966: Oddíl Southsea nalézá vrak lodi Mary Rose z 16. století.
- 1971: Prezidentem klubu se stává Charles, princ z Walesu.
- 1978: Nový klubový magazín se jmenuje Diver a začíná být vydáván měsíčně.
- 1982: BSAC se podílí na vyzdvižení vraku Mary Rose - jedná se o jednu z největších podmořských archeologických operací.
- 1985: BSAC jako první organizace zavádí trénink v podávání kyslíku během první pomoci u dekompresních nehod.
- 1988: Po dvouletém vývoji vydává BSAC své dekompresní tabulky.
- 1993: Klub spouští kampaň Learn to Dive během níž oddíly pořádají tisíce ponorů během kterých si může široká veřejnost vyzkoušet přístrojové potápění.
- 1995: BSAC povoluje ve svých klubech používání Nitroxu a zavádí výcvik v jeho užití.
- 1999: Klubový magazín je přejmenován na DIVE.
- 1999: Klub čelí hluboké finanční krizi způsobené podvodným účetním.
- 2001: BSAC povoluje ve svých klubech potápění s polouzavřeným potápěčským přístrojem.
- 2006: BSAC zavádí ve svých klubech potápění s Trimixem.
- 2008: Clare Peddie se stává první ženou, která zaujímá post předsedy klubu.
- 2011: Společnost TRMG vyhrává výběrové řízení a začíná pro BSAC vydávat nový magazín SCUBA.
- 2012: BSAC spouští iniciativu Underwater Litterpick, jejímž cílem je motivovat oddíly k čištění oblíbených potápěčských lokalit.
- 2014: Prezidentem klubu se stává Princ William, vévoda z Cambridge.[2]

## Kvalifikace

### Potápěčské kvalifikace
BSAC má v současné době těchto 5 po sobě následujících potápěčských úrovní:
- Ocean Diver - základní dovednosti, potápění bez dekomprese do hloubky nepřekračující 20m.
- Sports Diver - záchrana, dekompresní potápění do hloubky nepřekračující 35m.
- Dive Leader - vedení ponorů, organizace záchrany během potápěčských nehod, potápění do hloubky nepřekračující 50m.
- Advanced Diver - plně kvalifikovaný potápěč schopný organizovat a vést skupinové potápěčské výpravy během běžných klubových aktivit.
- First Class Diver - schopný vést skupinu potápěčů na potápěčském projektu.

#### Ekvivalentní kvalifikace jiných potápěčských organizací
- Ocean Diver = CMAS 1*, PADI Advanced Open Water Diver, NAUI Advanced Scuba Diver.
- Sports Diver = CMAS 2*, PADI Rescue Diver, NAUI Scuba Rescue Diver.
- Dive Leader = CMAS 2*, PADI Divemaster, NAUI Divemaster.
- Advanced Diver = CMAS 3*.
- First Class Diver = CMAS 4*.

### Instruktorské kvalifikace
BSAC má v současné době těchto 8 instruktorských úrovní:
- Assistant Diving Instructor - základní úroveň. Instruktor, který prošel instruktorským výcvikem, ale sám může provádět výcvik potápěčů pouze pod dohledem.
- Theory Instructor - kvalifikován k vedení hodin teorie během výcviku potápěčů a to bez dohledu.
- Assistant Open Water Instructor - kvalifikován vést praktické lekce na otevřené vodě, ale pouze pod dohledem.
- Practical Instructor - kvalifikován k vedení výcviku na otevřené vodě bez dohledu.
- Open Water Instructor - kvalifikován k provádění dohledu nad instruktory během teoretických lekcí a zároveň během praktických lekcí na otevřené vodě.
- Advanced Instructor - kvalifikován k výuce pokročilých dovedností.
- Instructor Trainer - kvalifikován k organizační podpoře instruktorských kurzů.
- National Instructor - kvalifikován k vedení instruktorských kurzů.

## Zastoupení v ČR
BSAC nemá v současné době v ČR žádné zastoupení, tj. není zde žádný klub registrovaný pod jeho hlavičkou a nikdo neprovádí výcvik dle jeho systému.